# Heinz Kaufmann
Heinz Werner Alfred Kaufmann (ur. 20 września 1913 w Berlinie, zm. 31 sierpnia 1997 tamże) – niemiecki wioślarz, brązowy medalista olimpijski.
Wystąpił na igrzyskach olimpijskich w Berlinie w 1936, gdzie reprezentanci III Rzeszy w składzie: Alfred Rieck, Helmut Radach, Hans Kuschke, Heinz Kaufmann, Gerd Völs, Werner Loeckle, Hans-Joachim Hannemann, Herbert Schmidt i Wilhelm Mahlow (sternik) zdobyli brązowy medal w ósemkach. W finale o 1 sekundę przegrali z osadą Stanów Zjednoczonych, a o 0,4 sekundy przegrali z Włochami. Był to jego jedyny start olimpijski.
Ponadto zdobył złoty medal w czwórkach ze sternikiem na mistrzostwach Europy w Amsterdamie (1937).
W latach 1936 i 1941 zdobywał mistrzostwo kraju w ósemkach. Ponadto w 1937 roku zwyciężył w czwórkach ze sternikiem.